# Италия на летних Олимпийских играх 1900
Италия на летних Олимпийских играх 1900 была представлена 23 спортсменами в семи видах спорта. Страна заняла восьмое место в общекомандном медальном зачёте.

## Медалисты

### Золото
| Золото |                           |                                  |
| №      | Спортсмены                | Вид спорта (дисциплина)          |
| 1      | Джованни Джорджо Триссино | Конный спорт (прыжки в высоту)   |
| 2      | Антонио Конте             | Фехтование (сабля среди маэстро) |

### Серебро
| Серебро |                           |                                  |
| №       | Спортсмены                | Вид спорта (дисциплина)          |
| 1       | Джованни Джорджо Триссино | Конный спорт (прыжки в длину)    |
| 2       | Итало Сантелли            | Фехтование (сабля среди маэстро) |

## Результаты соревнований

### Академическая гребля
| Соревнование | Спортсмены | Четвертьфинал | Четвертьфинал | Полуфинал | Полуфинал | Финал     | Финал     |
| Соревнование | Спортсмены | Результат     | Место         | Результат | Место     | Результат | Место     |
| ------------ | ---------- | ------------- | ------------- | --------- | --------- | --------- | --------- |
| Одиночки     | Пиаджио    | DNF           | —             | не прошёл | не прошёл | не прошёл | не прошёл |

### Велоспорт
| Соревнование | Спортсмен             | Первый раунд | Первый раунд | Четвертьфинал | Четвертьфинал | Полуфинал  | Полуфинал | Финал     | Финал     |
| Соревнование | Спортсмен             | Результат    | Место        | Результат     | Место         | Результат  | Место     | Результат | Место     |
| ------------ | --------------------- | ------------ | ------------ | ------------- | ------------- | ---------- | --------- | --------- | --------- |
| Спринт       | Антонио Рестелли      | 1:37,6       | 1            | 1:52,4        | 1             | неизвестен | 2         | не прошёл | не прошёл |
| Спринт       | Джакомо Стратта       | неизвестен   | 2            | неизвестен    | 2             | не прошёл  | не прошёл | не прошёл | не прошёл |
| Спринт       | Эрнесто Марио Брусони | неизвестен   | 2            | неизвестен    | 2             | не прошёл  | не прошёл | не прошёл | не прошёл |
| Спринт       | Луиджи Коломбо        | неизвестен   | 4-7          | не прошёл     | не прошёл     | не прошёл  | не прошёл | не прошёл | не прошёл |
| Спринт       | Карло Буни            | неизвестен   | 4-8          | не прошёл     | не прошёл     | не прошёл  | не прошёл | не прошёл | не прошёл |
| Спринт       | Вянзино               | неизвестен   | 4-8          | не прошёл     | не прошёл     | не прошёл  | не прошёл | не прошёл | не прошёл |
| Спринт       | Дроэтти               | неизвестен   | 4-8          | не прошёл     | не прошёл     | не прошёл  | не прошёл | не прошёл | не прошёл |

### Конный спорт
| Соревнование    | Спортсмен                  | Лошадь     | Результат  | Место |
| --------------- | -------------------------- | ---------- | ---------- | ----- |
| Прыжки в длину  | Джованни Джорджо Триссино  | Оресте     | 5,70 м     | 2     |
| Прыжки в длину  | Уберто Висконти ди Модроне | неизвестна | неизвестен | 5-17  |
| Прыжки в высоту | Джованни Джорджо Триссино  | Канила     | 1,85 м     | 1     |
| Прыжки в высоту | Джованни Джорджо Триссино  | Мелепо     | 1,70 м     | 4     |

### Лёгкая атлетика
| Соревнование | Спортсмен       | Предварительный раунд | Предварительный раунд | Полуфинал | Полуфинал | Дополнительный раунд | Дополнительный раунд | Финал     | Финал     |
| Соревнование | Спортсмен       | Результат             | Место                 | Результат | Место     | Результат            | Место                | Результат | Место     |
| ------------ | --------------- | --------------------- | --------------------- | --------- | --------- | -------------------- | -------------------- | --------- | --------- |
| 100 метров   | Умберто Коломбо | неизвестен            | 3                     | не прошёл | не прошёл | не прошёл            | не прошёл            | не прошёл | не прошёл |
| 400 метров   | Умберто Коломбо | неизвестен            | 4-5                   |           |           |                      |                      | не прошёл | не прошёл |
| 800 метров   | Эмилио Банфи    | неизвестен            | 4-6                   |           |           |                      |                      | не прошёл | не прошёл |

### Плавание
| Соревнование               | Спортсмены     | Полуфинал | Полуфинал | Финал     | Финал     |
| Соревнование               | Спортсмены     | Результат | Место     | Результат | Место     |
| -------------------------- | -------------- | --------- | --------- | --------- | --------- |
| 200 метров вольным стилем  | Паоло Буссетти | 3:35,0    | 5         | не прошёл | не прошёл |
| 4000 метров вольным стилем | Фабио Магнони  | 1:25:16,6 | 1         | 1:18:25,4 | 6         |
| 200 метров на спине        | Паоло Буссетти | 4:09,2    | 4         | 3:45,0    | 7         |

### Спортивная гимнастика
| Соревнование              | Спортсмены        | Финал     | Финал |
| Соревнование              | Спортсмены        | Результат | Место |
| ------------------------- | ----------------- | --------- | ----- |
| Индивидуальное первенство | Камилло Паванелло | 255       | 28    |

### Фехтование
| Соревнование         | Спортсмены        | Первый раунд | Четвертьфинал | Дополнительный раунд | Полуфинал | Полуфинал  | Полуфинал  | Финал     | Финал     | Финал     | Утешительный финал |
| Соревнование         | Спортсмены        | Место        | Место         | Место                | Место     | Побед      | Поражений  | Место     | Побед     | Поражений | Место              |
| -------------------- | ----------------- | ------------ | ------------- | -------------------- | --------- | ---------- | ---------- | --------- | --------- | --------- | ------------------ |
| Шпага                | Джузеппе Джурато  | 1            | 4-6           |                      | не прошёл | не прошёл  | не прошёл  | не прошёл | не прошёл | не прошёл |                    |
| Шпага                | Оливьер Колларини | 3-6          | не прошёл     | не прошёл            | не прошёл | не прошёл  | не прошёл  | не прошёл | не прошёл | не прошёл |                    |
| Шпага                | Джунио Федрегини  | 3-7          | не прошёл     | не прошёл            | не прошёл | не прошёл  | не прошёл  | не прошёл | не прошёл | не прошёл |                    |
| Рапира               | Оливьер Колларини | прошёл       | выбыл         | выбыл                | не прошёл | не прошёл  | не прошёл  | не прошёл | не прошёл | не прошёл | не прошёл          |
| Рапира               | Джузеппе Джурато  | выбыл        | не прошёл     | не прошёл            | не прошёл | не прошёл  | не прошёл  | не прошёл | не прошёл | не прошёл | не прошёл          |
| Рапира               | Паларди           | выбыл        | не прошёл     | не прошёл            | не прошёл | не прошёл  | не прошёл  | не прошёл | не прошёл | не прошёл | не прошёл          |
| Рапира               | Гуньо Федреджини  | выбыл        | не прошёл     | не прошёл            | не прошёл | не прошёл  | не прошёл  | не прошёл | не прошёл | не прошёл | не прошёл          |
| Рапира среди маэстро | Антонио Конте     | прошёл       | прошёл        |                      | 3         | 5          | 2          | 4         | 4         | 3         |                    |
| Рапира среди маэстро | Итало Сантелли    | прошёл       | прошёл        |                      | 4         | 4          | 3          | 7         | 0         | 7         |                    |
| Сабля                | Джунио Федрегини  | прошёл       |               |                      | 5-8       | неизвестно | неизвестно | не прошёл | не прошёл | не прошёл | не прошёл          |
| Сабля                | Стагльяно         | прошёл       |               |                      | 5-8       | неизвестно | неизвестно | не прошёл | не прошёл | не прошёл | не прошёл          |
| Сабля среди маэстро  | Антонио Конте     | прошёл       |               |                      | 1         | 6          | 1          | 1         | 7         | 0         |                    |
| Сабля среди маэстро  | Итало Сантелли    | прошёл       |               |                      | 1         | 6          | 1          | 2         | 6         | 1         |                    |
| Сабля среди маэстро  | Отелло Сантелли   | прошёл       |               |                      | 8         | 3          | 4          | не прошёл | не прошёл | не прошёл |                    |